# Kaple Panny Marie (Šipín)
Kaple Panny Marie stojí pod Šipínem v katastrálním území Okrouhlé Hradiště část obce Konstantinovy Lázně v okrese Tachov v Plzeňském kraji. Je chráněnou kulturní památkou ČR. Kaple náleží pod římskokatolickou farnost Konstantinovy Lázně vikariát tachovský plzeňské diecéze.

## Historie
V roce 1892 na místě malé potní kapličky nechal postavit kníže Konstantin z Löwensteinu novou kapli zasvěcenou Panně Marii. Vedle kaple se nalézá pramen tzv. Svatá studánka. Po stranách kaple jsou umístěny roubené budky. které chrání prameny.

## Popis
Kaple je roubená stavba na půdorysu obdélníku s polovalbovou střechou krytou bonským šindelem. Na hřebenu střechy v úrovni vstupu je umístěn hranolový sanktusník s stanovou střechou. V bocích jsou tři obdélná okna v dřevěných profilovaných rámech. Ve štítovém průčelí je obdélný vstup, jehož dřevěný rám je lemován profilovanou lištou a v nadpražní římse je datace 1892. Střecha nad štíty je předsunutá, štíty jsou bedněné svisle položenými prkny.
V interiéru je kaple zaklenuta prkennou neckovou klenbou, podlaha je dlaždicová.